# Robert Grubbs
Robert Howard Grubbs (ur. 27 lutego 1942 w Calvert City, zm. 19 grudnia 2021) – amerykański chemik, laureat Nagrody Nobla w dziedzinie chemii w roku 2005.

## Życiorys
Urodził się w Calvert City koło Possum Trot w Kentucky. Studiował chemię na University of Florida w Gainesville oraz na nowojorskim Columbia University.
Opracował katalizatory reakcji metatezy węglowodorów - kompleksami metaloorganicznymi rutenu, zwane katalizatorami Grubbsa.
W 2005 roku wraz z Yves’em Chauvinem oraz Richardem Schrockiem otrzymał Nagrodą Nobla w dziedzinie chemii za rozwój metod metatezy w syntezie organicznej.
W roku 2009 otrzymał honorowy tytuł doktora honoris causa Uniwersytetu im. Adama Mickiewicza w Poznaniu.